# Charles West (medico)

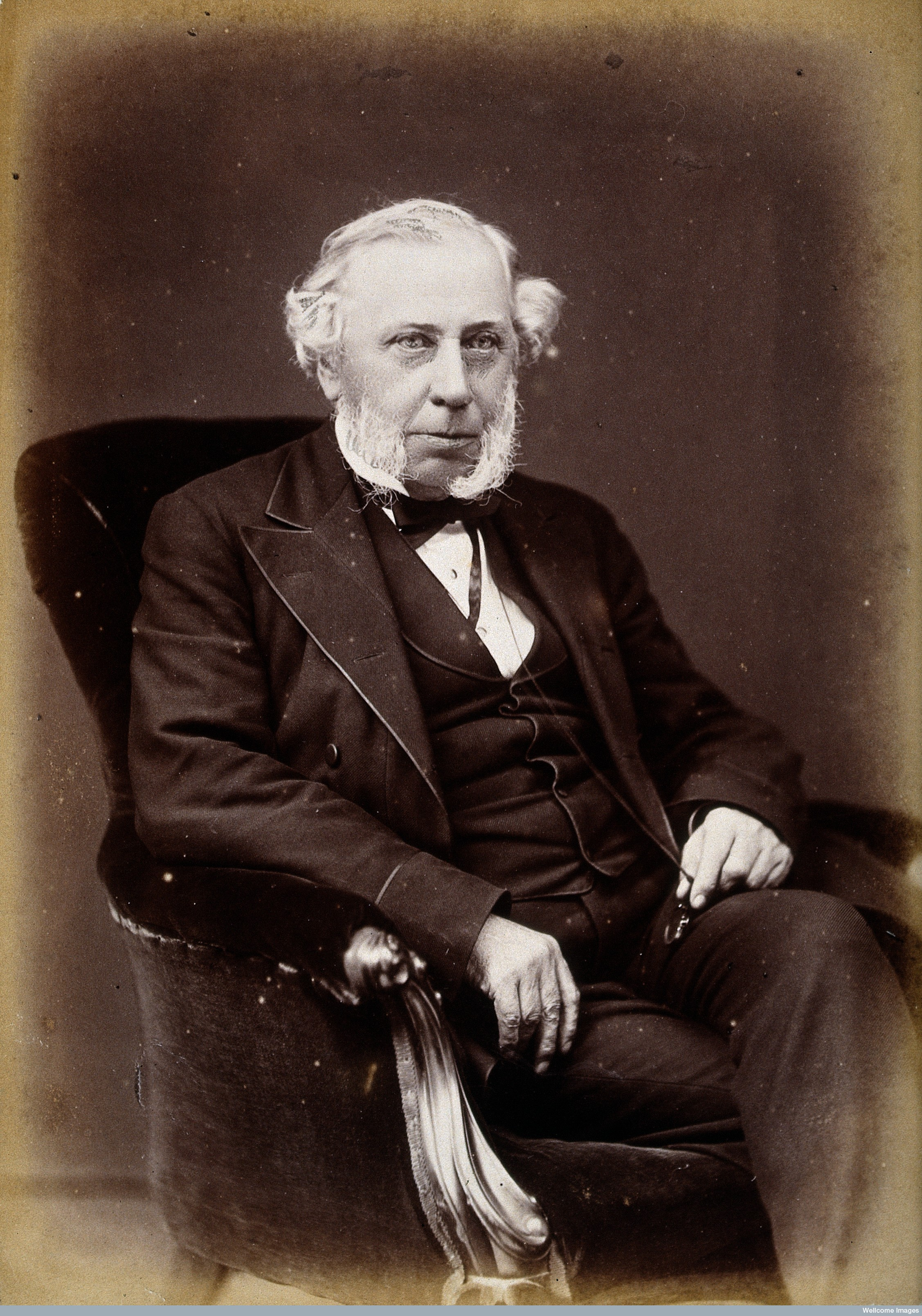
Charles West in tarda età, fotografato da G. Jerrard

Charles West (Londra, 8 agosto 1816 – Parigi, 19 marzo 1898) è stato un medico britannico specializzato in pediatria ed ostetricia.

## Biografia
Figlio di un pastore battista si sposò due volte ed ebbe un figlio ed una figlia nati dal primo matrimonio.

### Istruzione
West fu istruito presso la scuola di suo padre a Chenies, nel Buckinghamshire. Diventò apprendista di Gray, un medico generico dell'Amersham (1831). Nel 1833 entrò all'ospedale di St Bartholomew come specializzando. Dopo due anni si trasferì per studiare a Bonn, poi a Parigi e quindi a Berlino, dove si laureò in medicina nel 1837.

### Inizio della carriera
Affrontò uno sfortunato tentativo da medico generico nella sua città natale (Londra). Andò poi a Dublino per studiare ostetricia. Al suo rientro a Londra fu nominato medico in un dispensario per donne e bambini a Waterloo Road nel 1842. Iniziò ad insegnare ostetricia all'ospedale Middlesex nel 1845 e le sue conferenze furono pubblicate prima nella Medical Gazette nel 1847 e poi come libro intitolato Diseases of Infancy and Childhood che ebbe un enorme successo anche all'estero giungendo alla settima edizione tradotta in numerose lingue straniere. Questo libro gli diede la fama e lo portò ad essere considerato universalmente il padre della pediatria inglese.

### Evoluzione della sua figura
Nel 1848 diventò FRCP (Fellow of the Royal College of Physicians ). Nello stesso anno fu nominato co-professore di ostetricia con Edward Rigby, all'ospedale St Bartholomew. Le sue lezioni erano tenute in un perfetto inglese con cadenza elegante e musicale. Continuò da solo come professore quando Rigby rassegnò le dimissioni nel 1849. Nel 1861 si dimise perché le autorità ospedaliere non lo riconobbero come medico, anche se era responsabile del reparto ricoverati e della custodia di tredici letti.
Al St Bartholomew era, comunque, considerato un collega difficile tale da essere spesso coinvolto in contese. Una delle sue autorevoli pubblicazioni di questo periodo fu un testo pubblicato nel 1951 sui pericoli del parto cesareo (o sezione cesariana) nel 1951.

### La sua missione: un ospedale pediatrico

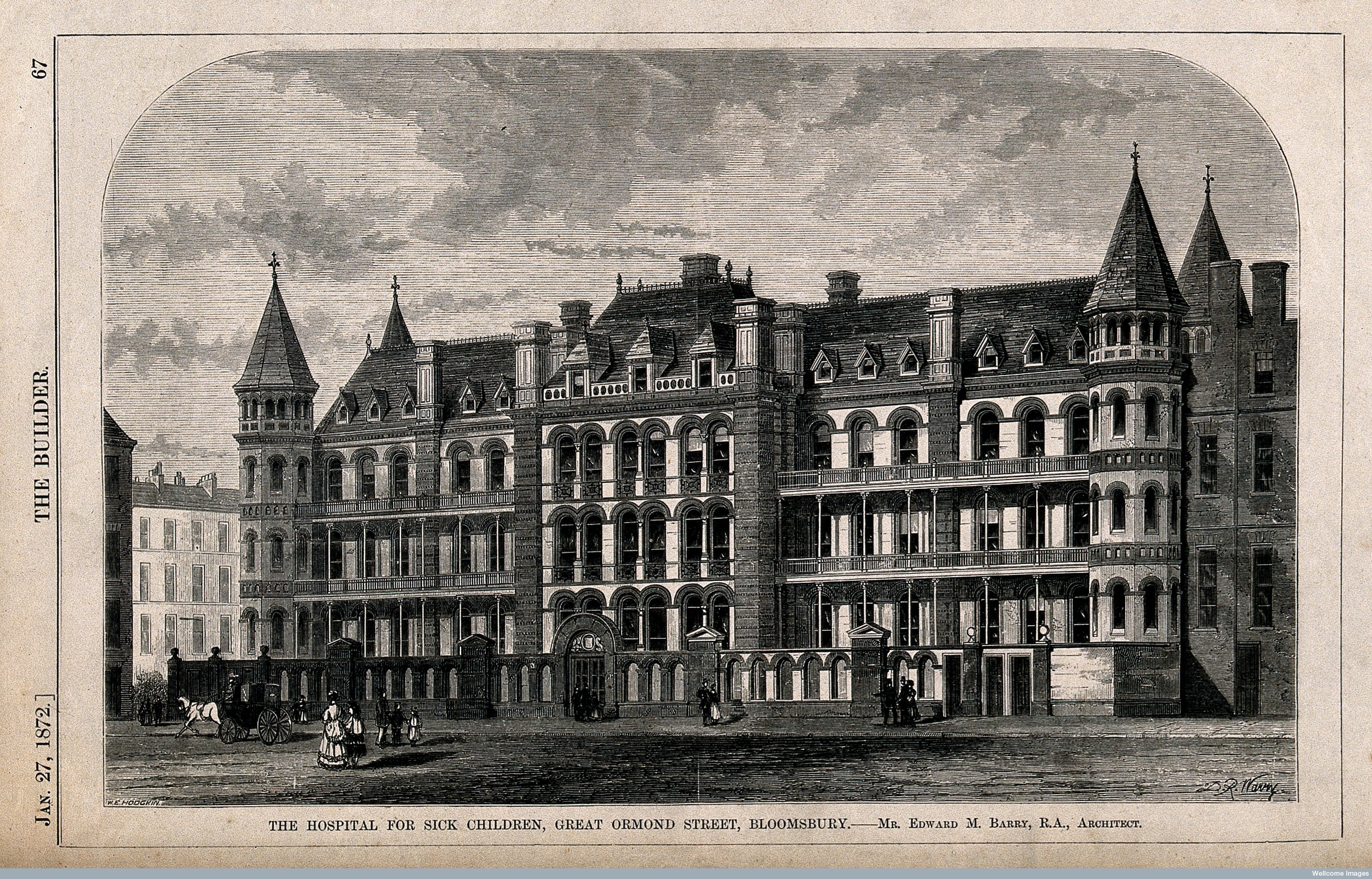
The Hospital for Sick Children in Great Ormond Street, a Londra (1872)

In ogni caso, il suo successo più grande fu quello di aver fondato il primo ospedale per bambini nel Regno Unito. Aveva provato a convertire il dispensario di Waterloo Road in un ospedale per bambini negli anni 1840. 
Si imbarco in una raccolta fondi per costruire un ospedale specifico per bambini. Fece notare che né a Londra né in tutto l'Impero britannico ci fossero ospedali dedicati e specializzati in modo esclusivo alla cura dei bambini. La sua campagna fu ultimata con successo. Il 19 marzo 1851 egli tenne un convegno pubblico, presieduto da Lord Ashley, in cui fondò e inaugurò il primo ospedale per bambini della Gran Bretagna. Due settimane dopo l'ospedale fu ospitato al 49 Great Ormond Street, la casa di Richard Mead (1673-1754) che fu il medico della regina Anna. Esso aveva 10 letti e Charles West fu il primo medico dell'ospedale e vi restò fino al 1875 quando rassegnò le dimissioni pur mantenendo l'incarico di membro del comitato di gestione.

### La sua conversione al Cattolicesimo e le conseguenze
Nel 1877, a seguito di un dissidio con il comitato, i suoi rapporti formali con l'ospedale terminarono. Dal canto suo, West ritenne che il fulcro di questi dissapori e attriti fosse la sua conversione al cattolicesimo, a causa della quale non fu ritenuto degno di fiducia per il futuro dell'ospedale. West ebbe anche un autorevole e prestigioso ruolo al RCP, dove ricoprì la carica di Senior Censor. Poi divenne un critico austero della commissione dei Censor. 
Tenne le Croonian Lectures (1854), le Lumleian Lectures (1871) e l’Harveian Oration (1874). Quest'ultima fu encomiata per la sua originalità, rivoluzione e innovazione eccellente: "Noi, con la nostra breve spanna di vita, abbiamo fretta naturalmente di ottenere risultati. Quello che non entra nel nostro tempo sembra indefinitamente ritardato e noi ci sentiamo come i bimbi piccoli quando scavano nella  terra nell'impazienza di scoprire se i semi che hanno piantato hanno iniziato a germogliare". Da Questa affermazione si evince la sua comprensione e simpatia per i bambini. Era noto perché custodiva nei suoi due cassetti un tesoro di giocattoli meravigliosi. Litigioso come non mai, si lamentò del fatto che il British Medical Journal avesse pubblicato la sua orazione senza permesso.

### Visione della figura femminile nella medicina
Durante la sua carriera si oppose ferocemente all'ammissione delle donne alla professione medica. Ci furono due occasioni al RCP quando, nel 1875 e nel 1895, parlò duramente contro l'ammissione delle donne alla professione. Affermò che se le donne fossero state ammesse questo avrebbe rivoluzionato la società. Dal suo punto di vista le donne non appoggiavano l'ammissione del loro stesso sesso e preferivano comunque essere curate dagli uomini. Dopo il suo pensionamento dall'ospedale Great Ormond Street continuò a lavorare a Londra ma poi si trasferì a Nizza dove rimase dal 1880 al 1885. 

### La morte
Nel 1891 ebbe un attacco di nevralgia dalla quale non si riprese mai completamente, e nel 1897 tornò alla riviera francese. A Nizza ebbe un attacco acuto di herpes e mentre stava rientrando a Londra fu costretto a fermarsi a Parigi dove morì.

## Alcuni scritti

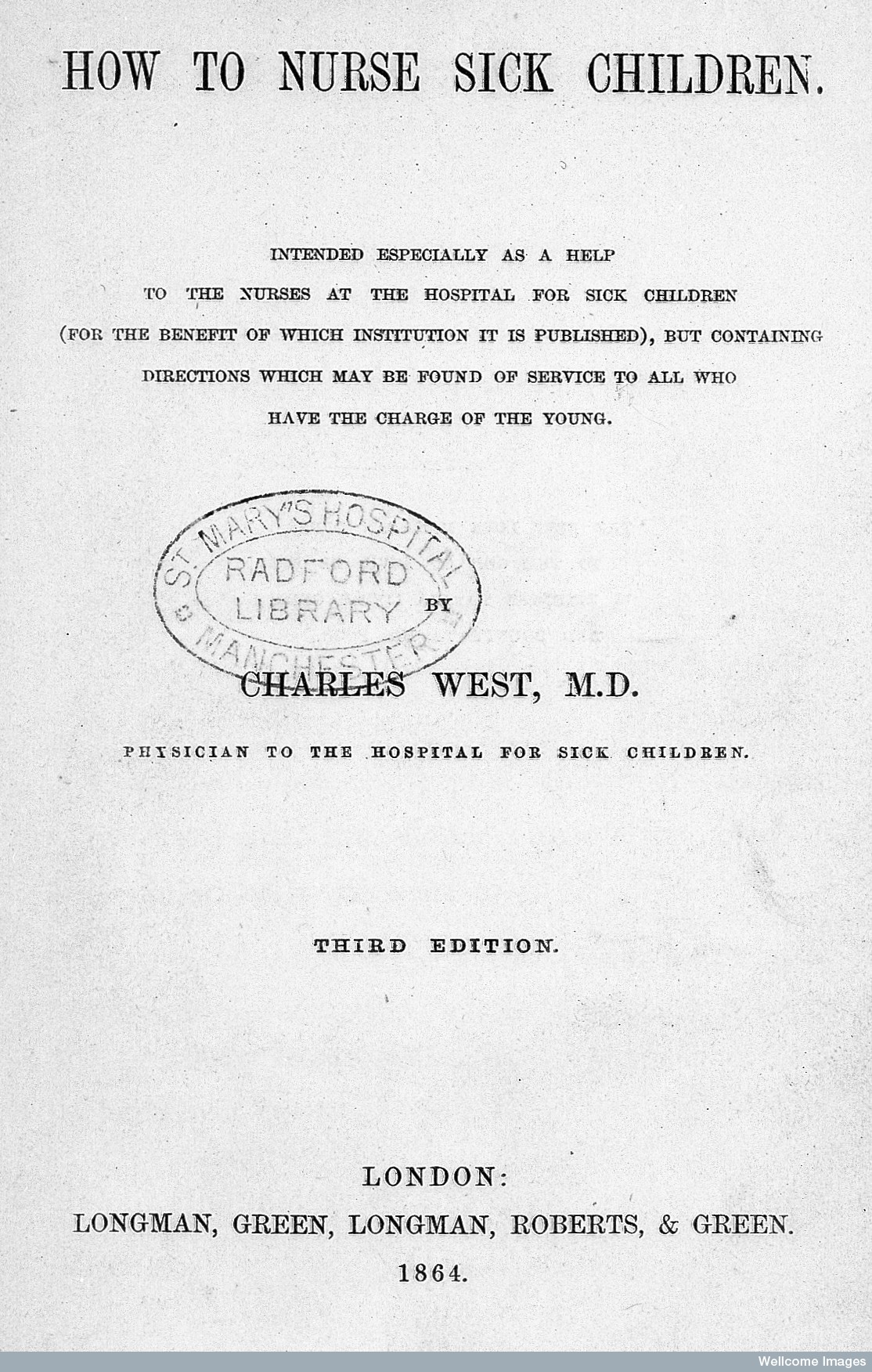
frontespizio di "How to nurse sick children" (1864), considerato l'opera fondazionale dell'infermieristica pediatrica

- Lectures on the diseases of infancy and childhood, Longman, Brown, Green, & Longmans, London 1848, pp. XXIII-488 [edizioni inglesi successive nel 1852, 1854, 1859, 1865, 1874 e 1884]Prima traduzione italiana: Lezioni sulle malattie dell'infanzia e della fanciullezza, prima versione italiana sulla quinta ed ultima edizione inglese del Dott. Pio Blasi, Vallardi, Milano [1869], pp. 871
- The profession of medicine: its study, and practice its duties, and rewards: An address delivered at Saint Bartholomew's Hospital on the opening of the medical session of 1850-51, Longman, Brown, Green, and Longmans, London 1850, pp. 32 [new edition: Kegan Paul, Trench, Trübner, London 1896]
- How to nurse sick children; Intended especially as a help to the nurses at the Hospital for Sick Children, Longman & C., London 1854, pp. 79 [II ed., London 1860, pp. 95; il nome dell'Autore compare solo dalla seconda edizione in poi]
- Lectures on the diseases of women, John Churchill, London 1856-1858, 2 volumes [edizioni successive nel 1858, 1864 e 1879]
- On some disorders of the nervous system in childhood: being the Lumleian Lectures delivered at the Royal College of Physicians of London in March 1871, Longmans, Green, London 1871, pp. 136
- Harvey and his times. The Harveian Oration for 1874, Longmans, Green, London 1874, pp. 64
- On hospital organisation: with special reference to the organisation of hospitals for children, Macmillan, London 1877, pp. IX-97
- Address of Charles West, M.D., F.R.C.P., President of the Royal Medical and Chirurgical Society of London, at the Annual Meeting, March 1, 1879, Adlard, London 1879, pp. 24
- A letter to Lord Aberdare, chairman of the Managing Committee of the Hospital for Sick Children, Sotheran & Co., London 1887, pp. 32